# Nicolas Jean-de-Dieu Soult
Nicolas Jean-de-Dieu Soult (Saint-Amans-la-Bastide, 29 marzo 1769 – Saint-Amans-la-Bastide, 26 novembre 1851) è stato un generale francese, duca di Dalmazia, Maresciallo dell'Impero e ministro.
Di origini sociali borghesi, fece una rapida carriera nell'esercito della Repubblica, mettendosi in luce per energia e capacità militare durante le guerre rivoluzionarie. Promosso generale nel 1794, nel 1804 venne nominato da Napoleone Bonaparte maresciallo dell'Impero. Considerato dall'imperatore uno dei suoi migliori luogotenenti e il "miglior manovriero d'Europa", ebbe un ruolo decisivo alla battaglia di Austerlitz e alla battaglia di Jena.
Passato al comando dell'esercito in Portogallo e Spagna nel 1808, ottenne molte vittorie ma, in disaccordo con gli altri comandanti francesi, non riuscì ad evitare il rafforzamento dei britannici del duca di Wellington. Nicolas Soult, non privo di ambizione, di egoismo e di venalità, fu un abile tattico e stratega in grado di mettere in difficoltà i suoi avversari e di contendere sempre tenacemente il passo al nemico.
Dopo la fine dell'Impero napoleonico, continuò una lunga carriera politica e militare sotto la monarchia di Luigi Filippo d'Orleans.

## Biografia

### Da soldato semplice a generale
Originario della Cevenne, nel sud della Francia, Nicolas Soult, figlio di un notaio in una piccola città, dovette interrompere gli studi all'età di sedici anni a causa della morte del padre e decise di arruolarsi nel 1785, come semplice soldato, nel reggimento della fanteria reale, nella quale salì rapidamente i gradi inferiori, grazie alle doti dimostrate di energia e capacità direttiva e organizzativa.
Dopo sei anni di servizio divenne sergente. Allo scoppio delle guerre rivoluzionarie, nel 1792, venne nominato istruttore con mansioni di sottotenente nel 1º battaglione volontari dell'Alto Reno, uno dei nuovi battaglioni di volontari organizzati per fronteggiare la possibile aggressione delle potenze dell'Ancien Régime, dove avrebbe dovuto svolgere compiti di istruzione e addestramento dei reparti di reclute assegnate a questo reparto, schierato con compiti di emergenza alla difesa dei Vosgi. Tenne questo incarico per alcuni mesi, dimostrando notevoli capacità di addestramento e venne molto apprezzato dai suoi soldati. Nel luglio 1792 venne assegnato al comando di una compagnia di fanteria.
Divenne capitano nel novembre 1793, ma già in marzo e settembre, nel corso dei combattimenti di Ueberfelsheim e di Bodenthal, aveva dato prova di valore personale e di grande energia, conducendo personalmente i suoi soldati sotto il fuoco del nemico; il 18 ottobre 1793 prese parte allo scontro di Saverne, dove di nuovo partecipò a un violento contrattacco a colonne serrate che mise in rotta gli austriaci. A dicembre il capitano Soult venne assegnato allo stato maggiore dell'Armata della Mosella del generale Lazare Hoche e si distinse in vari combattimenti, organizzando rapidi contrattacchi a sorpresa e missioni di ricognizione; in queste circostanze esercitò anche il comando di intere brigate, nonostante il suo grado inferiore. Nel gennaio 1794 venne trasferito alla divisione del generale François Joseph Lefebvre, che ben presto venne aggregata in Belgio alle altre forze francesi per costituire la famosa Armata di Sambre e Mosa.
Soult prese parte, nella divisione del generale Lefebvre, alla decisiva e combattuta battaglia di Fleurus del 26 giugno 1794; durante questo accanito scontro dimostrò coraggio e tenacia, portandosi in prima linea per sostenere le sue truppe e, dopo la vittoriosa conclusione della campagna del Belgio, venne promosso l'11 ottobre generale di brigata. Nel 1795 e nel 1796 il generale Soult continuò a combattere con l'Armata di Sambre e Mosa, dimostrando ora anche qualità organizzative e soprattutto brillanti capacità tattiche alla guida dei suoi soldati nelle continue avanzate e ritirate di quella fase della guerra nei Paesi Bassi e sul Reno. In questo periodo, durante il suo servizio a Düsseldorf, conobbe e sposò Louise Berg, originaria di Solingen, che sarebbe rimasta sua moglie per tutta la vita.

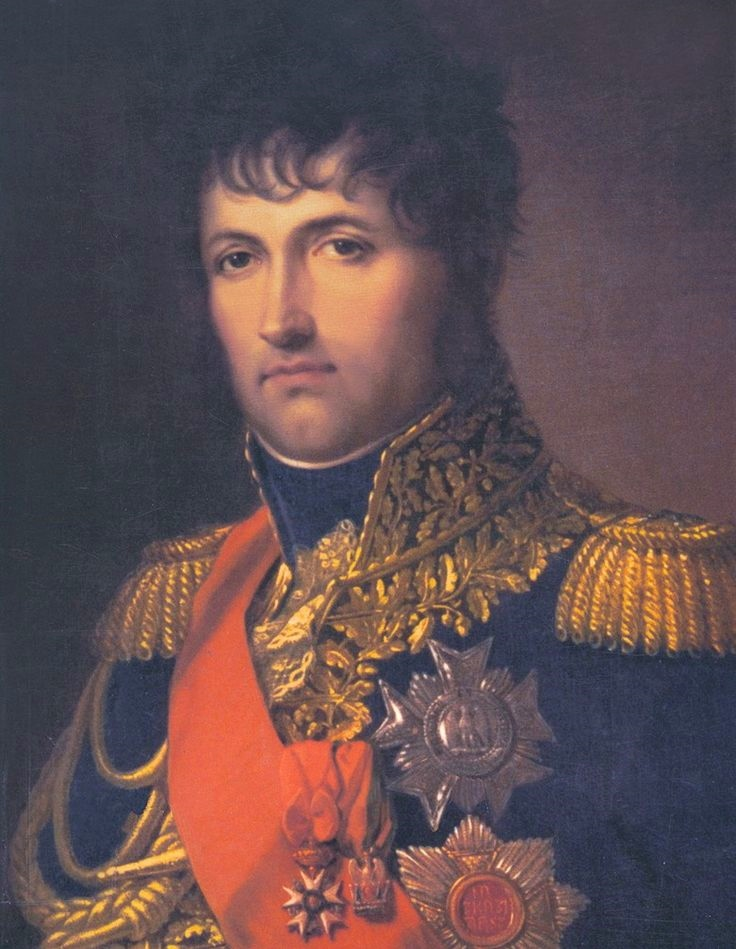
Il maresciallo Soult

Nel 1797 Soult venne trasferito alla divisione del generale Jean Étienne Championnet, che l'anno seguente venne schierata sulle coste della Manica per prendere parte a un possibile sbarco in Inghilterra; nel maggio 1798 la divisione venne impegnata a Ostenda per respingere un'incursione britannica e il generale partecipò al vittorioso combattimento che si concluse con la cattura del generale britannico Henry Burrard. All'inizio della guerra della Seconda coalizione Soult ritornò a far parte della divisione del generale Lefevbre, inquadrata nella Armata del Danubio, e dimostrò ancora capacità ed energia nella prima battaglia di Stockach del marzo 1799. Il 21 aprile 1799 venne promosso generale di divisione.
Il generale Soult passò quindi alle dipendenze dell'Armata d'Elvezia del generale Andrea Massena; fu durante la successiva campagna in Svizzera che egli dimostrò capacità superiori di stratega e giocò un ruolo di grande importanza per la vittoria francese. Dopo aver partecipato, guidando all'attacco frontale i suoi soldati, alla prima battaglia di Zurigo del 4 giugno 1799, durante la seconda battaglia di Zurigo del 25 settembre 1799 attaccò gli austriaci del generale Friedrich von Hotze attraverso la Linth e ottenne una completa vittoria. Subito dopo venne distaccato dal generale Massena a sud per affrontare le truppe russe del maresciallo Suvorov che risalivano dal San Gottardo; il generale Soult organizzò un complesso sistema di colonne coordinate di fanteria che costrinsero il nemico a fuggire attraverso le montagne per evitare di essere accerchiato. Queste vittorie segnarono una svolta decisiva della sua carriera.
Nel 1800 il generale Massena, nominato comandante dell'Armata d'Italia dal Primo console Napoleone Bonaparte, assegnò al generale Soult il comando di un'ala delle sue forze; dopo l'offensiva dell'esercito austriaco, l'armata francese fu costretta a ripiegare a Genova il 6 aprile, dove venne sottoposta a un duro assedio. Soult organizzò con abilità le difese della città, dimostrando le sue capacità tattiche e organizzando numerose sortite di alleggerimento. Il 13 maggio 1800, tuttavia, durante una di queste incursioni, egli venne ferito seriamente ad una gamba e fu catturato dagli austriaci.

### Maresciallo dell'Impero con la Grande Armata
Dopo essere stato liberato sulla parola, il generale Soult ritornò in attività in incarichi meno impegnativi; dopo la vittoria di Marengo del Primo console Bonaparte, gli austriaci avevano ormai perso ogni influenza in Italia e i francesi poterono estendere facilmente il loro predominio. Il generale divenne inizialmente governatore militare del Piemonte, dove oltre a compiti organizzativi dovette solo sedare una rivolta dei Barbetti, i ribelli della Valle d'Aosta; in seguito, dal 13 febbraio 1801, passò agli ordini del generale Gioacchino Murat, impegnato nell'occupazione del regno di Napoli. Il generale Soult guidò l'avanguardia dell'armata e partecipò alla facile campagna militare nelle terre meridionali della penisola, dove rimase fino al giugno 1802.
Dopo la pace di Amiens il generale Soult rientrò a Parigi dove Bonaparte, dopo aver ricevuto informazioni positive su di lui dal generale Massena, lo chiamò a comandare una parte della Guardia consolare e poi il 28 agosto 1803 lo nominò comandante in capo del campo di Boulogne, dove si stava organizzando la nuova Armata d'Inghilterra, destinata nei piani di Bonaparte a sbarcare sulle coste britanniche. In questo importante ruolo svolse una notevole attività di organizzazione delle truppe della futura Grande Armata e dimostrò piena fedeltà a Napoleone con una serie di proclami trionfalistici ed erigendo un monumento alla gloria imperiale sulle alture sovrastanti il porto di Boulogne. Il 19 maggio 1804 Nicolas Soult venne nominato Maresciallo dell'Impero, ottavo in ordine di anzianità, e capo di stato maggiore della Guardia imperiale.
Dopo l'inizio della guerra continentale, a settembre del 1805 ricevette il comando del IV Corpo d'armata, il più numeroso e potente della Grande Armata di Napoleone, destinata ad una memorabile marcia forzata da Boulogne fino al Reno per affrontare gli eserciti austro-russi della Terza coalizione. Durante la brillante campagna di Ulma, il maresciallo coordinò con sicurezza i movimenti del suo corpo, eseguendo le avanzate prescritte dall'imperatore da Spira a Donauwörth e ad Augusta, contribuendo validamente al totale accerchiamento dell'esercito del generale Karl Mack.

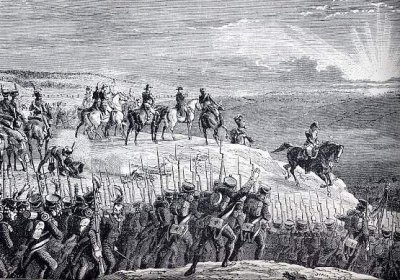
Il maresciallo Soult discende, sotto gli occhi di Napoleone Bonaparte, dal colle dello Zurlan per prendere il comando dei suoi uomini all'inizio della battaglia di Austerlitz e guidare l'assalto all'altopiano del Pratzen

Il 2 dicembre 1805 il ruolo del maresciallo Soult, che il giorno precedente aveva avuto un violento scontro con il maresciallo Jean Lannes che aveva rischiato di sfociare in un duello, fu decisivo nella battaglia di Austerlitz; furono i soldati del IV corpo del maresciallo che sferrarono l'attacco a sorpresa all'altura del Pratzen, al centro del fronte nemico, spezzando in due parti l'esercito avversario, respingendo i contrattacchi e poi aggirando l'ala sinistra degli austro-russi. Per il suo ruolo in questa famosa battaglia, Napoleone ringraziò il maresciallo, definendolo, per l'abilità tattica dimostrata, il "primo manovriero d'Europa". Dopo la battaglia e l'occupazione di Vienna fu nominato governatore della città.
Nella campagna contro la Prussia del 1806 il maresciallo Soult, sempre al comando del IV corpo d'armata, prese parte alla magistrale avanzata in massa della Grande Armata attraverso il Frankenwald e poi il 14 ottobre 1806 alla battaglia di Jena. Le truppe del maresciallo, schierate sull'ala destra francese, sconfissero i reparti prussiani e eseguirono una manovra di aggiramento del fianco nemico che contribuì alla schiacciante vittoria di Napoleone. Nella fase di inseguimento il maresciallo Soult operò con rapidità ed efficacia insieme al maresciallo Gioacchino Murat e al maresciallo Jean-Baptiste Jules Bernadotte; i prussiani furono raggiunti e costretti alla resa definitiva a Prenzlau e a Lubecca, dove si arrese il generale Gebhard von Blücher.
Il maresciallo Soult prese parte con il IV corpo anche alla lunga e difficile campagna contro i russi in Polonia; alla battaglia di Ionkovo il maresciallo effettuò la manovra aggirante, prevista dall'imperatore, che riuscì quasi a tagliare la strada al nemico, mentre alla battaglia di Eylau i soldati del maresciallo Soult furono impegnati in una serie di sanguinosi scontri frontali che causarono pesanti perdite ad entrambe le parti; il maresciallo dimostrò tenacia e resistenza anche in queste difficili circostanze. Dopo la pausa di primavera la campagna riprese a giugno 1807 e di nuovo il maresciallo Soult fu in prima fila, partecipando alla dura battaglia di Heilsberg, dove le sue truppe furono respinte dai russi; invece il IV corpo d'armata fu assente dalla battaglia di Friedland del 14 giugno. Il maresciallo stava avanzando con le sue truppe in direzione di Königsberg; l'importante città prussiana venne conquistata il 16 giugno 1807, completando la vittoria di Napoleone.
La pace di Tilsit mise termine finalmente alla guerra, coronando la vittoria della Francia e della Grande Armata contro tutti i suoi nemici. Il maresciallo Soult durante queste campagne era stato spesso accanto all'imperatore, con cui aveva mantenuto un ottimo rapporto personale; entrambi mostravano di comprendere meglio degli altri comandanti la strategia e Napoleone dava sempre grande importanza ai consigli e ai pareri del maresciallo. In riconoscimento dei suoi importanti servizi, Soult ricevette nel 1808 da Napoleone il titolo di duca di Dalmazia

### La guerra di Spagna

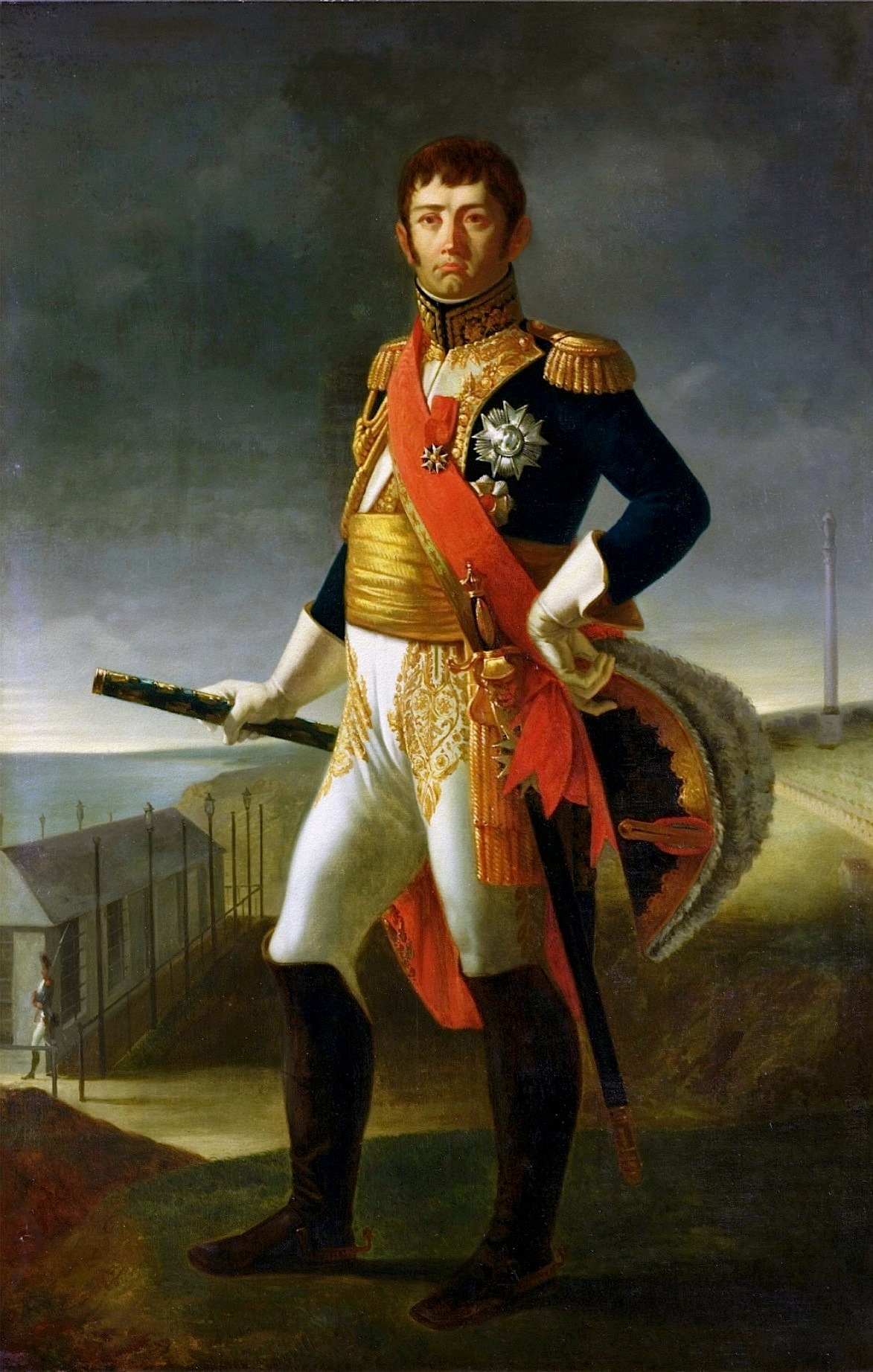
Nicolas Soult con il bastone da maresciallo dell'Impero

L'intervento di Napoleone in Spagna con gran parte della Grande Armata, per risolvere la situazione nella penisola iberica gravemente compromessa dalla sconfitta di Bailén e dalla ritirata del fratello Giuseppe sull'Ebro, richiese la partecipazione diretta anche del maresciallo Soult che, giunto il 9 novembre 1808 sul campo, assunse subito il comando del II corpo d'armata e riportò il giorno seguente una prima netta vittoria nella battaglia di Gamonal. Mentre gli altri corpi francesi proseguivano l'avanzata verso Madrid, il maresciallo marciò rapidamente su Burgos e Santander, conquistando queste due città e proteggendo il fianco destro della Grande Armata.
Dopo l'inattesa avanzata del corpo di spedizione britannico del generale John Moore verso Burgos per minacciare le vie di comunicazione di Napoleone, il maresciallo Soult riprese le operazioni e, dopo aver ricevuto nuove direttive dall'imperatore, attaccò frontalmente i britannici mentre da sud Napoleone si dirigeva attraverso la sierra de Guadarrama su Astorga per tagliare la ritirata al nemico. I britannici iniziarono subito una disastrosa ritirata verso il porto di La Coruña per evitare di essere accerchiati dalle forze francesi e, dopo che Napoleone ebbe abbandonato il comando il 3 gennaio 1809, il maresciallo Soult prese la direzione di tutte le forze lanciate all'inseguimento. I britannici furono battuti a Lugo il 7 gennaio, ma riuscirono, pur con grande difficoltà, a raggiungere il porto per reimbarcarsi sulle navi. Il maresciallo Soult attaccò a La Coruña il 16 gennaio 1809 l'esercito del generale Moore per impedirgli l'evacuazione e, anche se i britannici riuscirono alla fine in gran parte a sfuggire, lo stesso generale Moore morì negli scontri e i francesi occuparono il campo di battaglia e il porto.

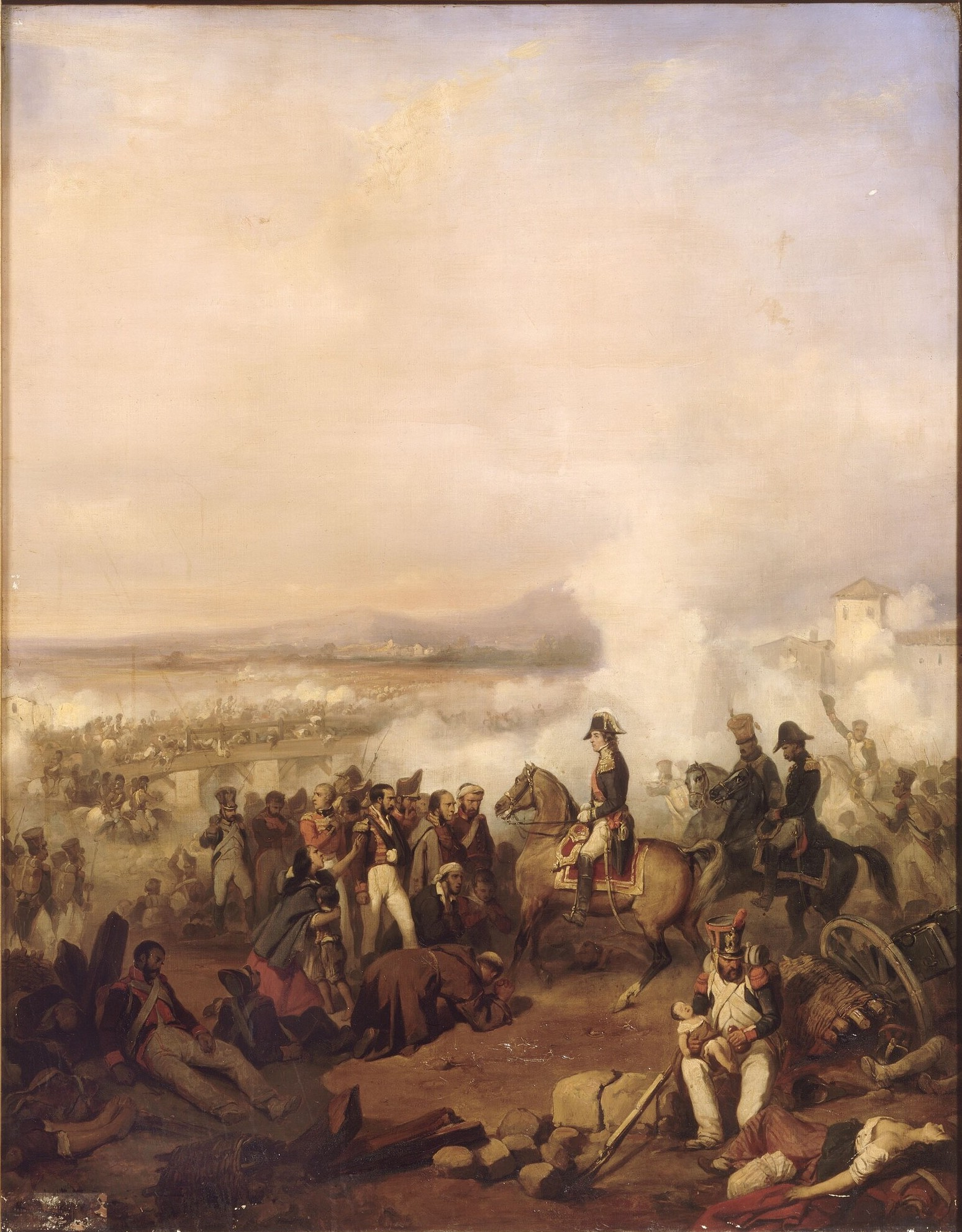
Il maresciallo Soult alla prima battaglia di Oporto

Mentre Napoleone rientrava a Parigi, dopo aver lasciato Valladolid il 17 gennaio 1809, buona parte delle truppe francesi della Grande Armata rimasero nella penisola iberica per completare la conquista e schiacciare la resistenza; il maresciallo Soult rimase in Spagna e assunse il comando dell'armata del Portogallo alla quale l'imperatore assegnò il compito decisivo di marciare su Oporto e Lisbona. Per i quattro anni successivi il maresciallo Soult avrebbe guidato le sue truppe sul territorio iberico in continue campagne e battaglie contro gli spagnoli, i portoghesi e il nuovo corpo di spedizione britannico che era presto ritornato in campo.
Il maresciallo Soult iniziò l'avanzata in Portogallo il 4 marzo 1809; gli ordini di Napoleone prevedevano il coordinamento della sua manovra con la marcia più a sud delle truppe del generale Lapisse e del maresciallo Perrin; si trattava di un piano complesso e di difficile esecuzione, che fallì anche per la scarsa collaborazione tra i comandanti francesi. La prima fase dell'offensiva del maresciallo Soult ebbe successo; nonostante la resistenza delle truppe e degli abitanti portoghesi, i francesi conquistarono Minho e Chaves e il 29 marzo il maresciallo vinse la prima battaglia di Oporto, sfondando le difese del generale Perreiras e conquistando la città, che venne saccheggiata e devastata dalle truppe. Tuttavia, invece di riprendere subito l'avanzata verso Lisbona, il maresciallo Soult rimase fermo ad Oporto e si fece coinvolgere in oscure manovre che stimolarono la sua ambizione, prospettando la possibilità di una sua elevazione a re del Portogallo. Circolarono voci su "re Nicolas" e si diffusero opuscoli e petizioni favorevoli al maresciallo, che da parte sua non mancò di appropriarsi di beni preziosi e opere d'arte raccolte nella città. Queste voci raggiunsero un irritato Napoleone e provocarono lamentele e malcontento tra gli ufficiali e le truppe del suo esercito; si ordirono congiure e sembra che il capitano Argenton si sia anche messo in contatto con i britannici per favorire la loro marcia su Porto.
Nel frattempo, mentre il maresciallo Soult indugiava a Oporto e anche il maresciallo Victor e il generale Lapisse non riuscivano per errori tattici a entrare in Portogallo, il corpo di spedizione britannico del generale Arthur Wellesley poté sbarcare senza opposizione alla foce del fiume Mondego, riorganizzarsi e preparare il contrattacco. Il generale Wellesley avanzò per primo contro Oporto per sconfiggere il maresciallo Soult che, privo di informazioni sull'avvicinamento del nemico e fiducioso di poter difendere la linea del Duero, venne sorpreso dall'attacco britannico. La seconda battaglia di Oporto, il 12 maggio 1809, si concluse con una grave sconfitta per il maresciallo che, minacciato a monte del fiume da altre forze anglo-portoghesi, dovette rinunciare subito a difendere la città e, per evitare di essere aggirato, abbandonò l'artiglieria e ripiegò con le sue truppe lungo un percorso di montagna fino a Zamora.
Dopo aver completato con successo la ritirata, il maresciallo Soult, che conservava la fiducia di Napoleone, venne incaricato di intercettare, con le sue truppe rinforzate, la via di ritirata delle truppe britanniche del generale Wellesley, che ripiegavano dopo la battaglia di Talavera de la Reina. La manovra non ebbe pieno successo e l'esercito britannico riuscì a rientrare in Portogallo, ma l'imperatore, che giudicava con favore le capacità militari del maresciallo, gli affidò il compito, con la nomina a major-general, di coordinare e controllare tutte le forze francesi in Spagna alle dipendenze dirette del re Giuseppe. Il maresciallo Soult il 19 novembre 1809, alla guida dell'armata principale francese, ottenne una grande vittoria nella battaglia di Ocaña, dove venne sbaragliato completamente l'esercito spagnolo del generale Aréizaga, che cercava ottimisticamente di marciare su Madrid. I francesi catturarono oltre 13.000 prigionieri e 50 cannoni, mentre gli spagnoli ebbero 5.000 morti e feriti.

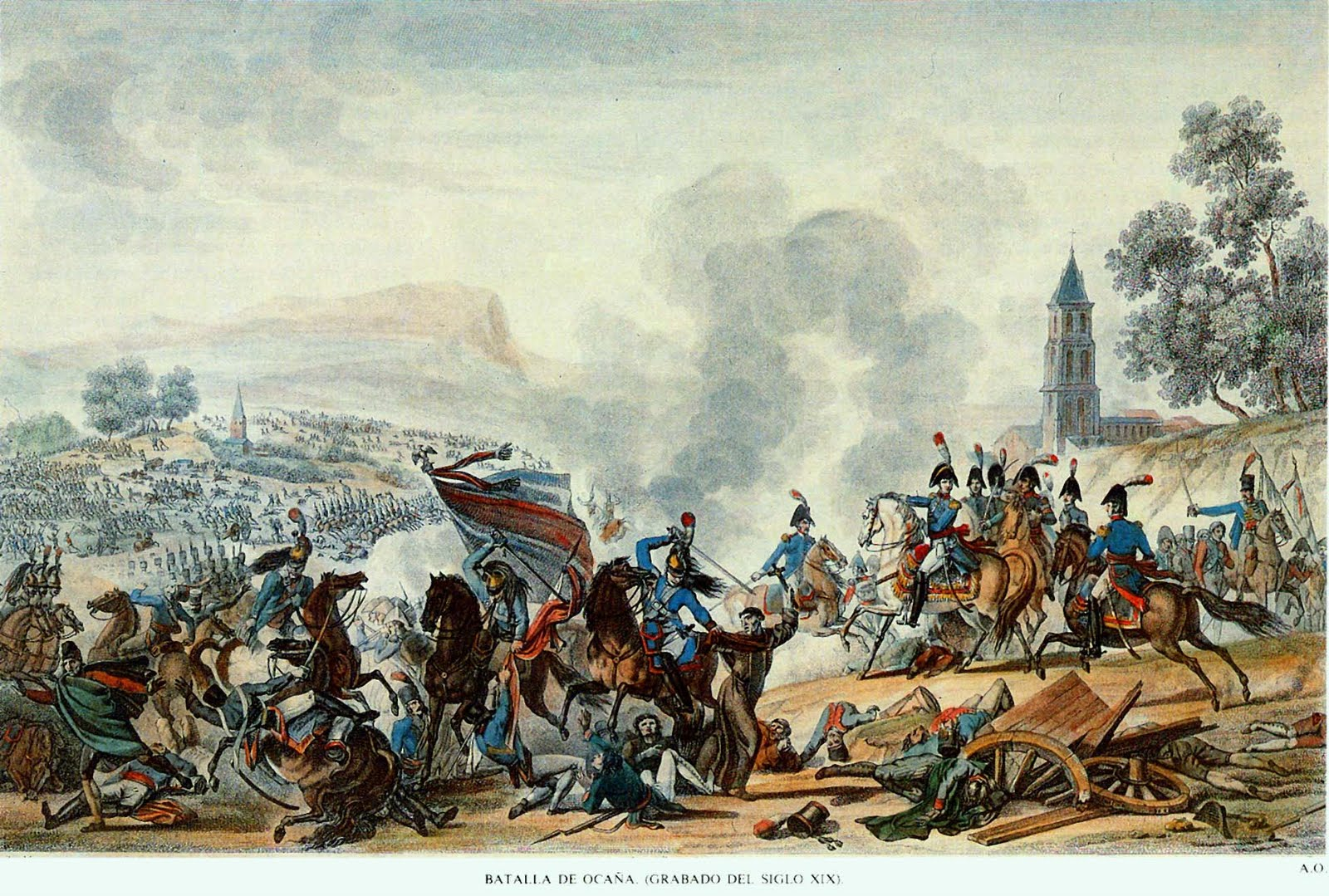
La battaglia di Ocaña, dove il 19 novembre 1809 il maresciallo Soult sconfisse l'esercito spagnolo

Dopo questo brillante successo il maresciallo Soult sembrò mostrare nuovamente ambizioni personalistiche; dopo aver convinto, con l'appoggio anche di Napoleone, il re Giuseppe ad invadere l'Andalusia, Soult occupò senza difficoltà questa regione della Spagna nel gennaio 1810, ma invece di dirigersi su Cadice per catturare quell'importante porto, sede della Giunta centrale spagnola insurrezionale, preferì marciare su Siviglia, che venne raggiunta il 31 gennaio, dove riprese i suoi progetti di arricchimento, di depredazione di opere d'arte e di organizzazione di una struttura di potere personale.
Impegnato nei suoi programmi di sfruttamento dell'Andalusia, il maresciallo intervenne solo con riluttanza e sotto le pressioni di Napoleone per appoggiare con le sue truppe il maresciallo Massena, impegnato nell'invasione del Portogallo nel gennaio 1811. Il maresciallo Soult assediò quindi Badajoz e, dopo aver sbaragliato con un'abile manovra aggirante un corpo di truppe spagnole nella battaglia del Gebora il 19 febbraio 1811, conquistò la piazzaforte spagnola il 10 marzo 1811. Tuttavia ben presto il maresciallo fece ritorno in Andalusia; dopo la sconfitta del maresciallo Massena, ritornò a Badajoz, che era stata assediata dalle truppe anglo-portoghesi del generale Carr Beresford, e cercò di sbloccare la piazzaforte attaccando il nemico sull'Albuera il 16 maggio. Essendo stato respinto, dovette rinunciare e ripiegare verso est per congiungersi con le truppe del maresciallo Marmont. I due marescialli non riuscirono a trovare un accordo e si separarono; alla fine di giugno 1811 il maresciallo Soult ritornò di nuovo in Andalusia.
Nel 1812 la situazione delle forze francesi in Spagna si aggravò, il duca di Wellington passò all'offensiva, sconfisse nella battaglia di Salamanca il maresciallo Marmont e liberò Madrid; il maresciallo Soult, che aveva mancato di aiutare il collega nonostante le sollecitazioni del re, fu finalmente costretto ad abbandonare l'Andalusia per concentrare le truppe e respingere l'esercito britannico. Il maresciallo risalì verso Burgos e, insieme alle truppe dei generali Clausel e Souham, costrinse alla ritirata il duca di Wellington che, per evitare di essere tagliato fuori, ripiegò di nuovo in Portogallo; re Giuseppe poté rientrare a Madrid nell'ottobre 1812. I contrasti tra Giuseppe e il maresciallo Soult erano ormai insanabili e quindi Napoleone, pressato dal fratello, lo richiamò in Francia per contribuire a ricostituire un esercito dopo la distruzione della Grande Armata nella campagna di Russia.

### Le ultime battaglie
Nella primavera del 1813 Napoleone, che stava cercando di ricostituire un esercito efficiente dopo la catastrofica campagna di Russia, decise di affidare al maresciallo Soult il comando del nuovo IV corpo d'armata della cosiddetta Armata dell'Elba, che prese parte il 20-21 maggio 1813 all'importante battaglia di Bautzen contro le forze russo-prussiane. Il maresciallo sferrò l'attacco decisivo al centro delle linee nemiche e ottenne alcuni successi; la battaglia terminò con la vittoria francese, anche se, a causa del ritardo del maresciallo Ney, i russo-prussiani riuscirono a ritirarsi ordinatamente.
L'evoluzione disastrosa per i francesi in Spagna, dopo la sconfitta del re Giuseppe nella battaglia di Vitoria, costrinse Napoleone a inviare nuovamente il maresciallo Soult a sud per cercare di stabilizzare la situazione nei Pirenei ed evitare un'invasione della Francia. Il 6 luglio 1813 il maresciallo assunse quindi il comando della Armata dei Pirenei, costituita raggruppando tutte le truppe superstiti dell'esercito di Spagna. Il maresciallo Soult riuscì a riorganizzare l'armata e alla fine di luglio sferrò un attacco a sorpresa per cercare di sbloccare le guarnigioni assediate di San Sebastián e Pamplona; le truppe francesi, in inferiorità numerica, ottennero alcuni successi, ma alla fine furono costrette a ripiegare.
Dopo il fallimento della sua offensiva, il maresciallo Soult fu impegnato a contrastare tenacemente l'avanzata oltre i Pirenei e nel sud della Francia dell'esercito alleato del Duca di Wellington; dall'ottobre al dicembre 1813 ripiegò lentamente, abbandonando successivamente le linee difensive sui fiumi Bidasoa, Nive e Nivelle; quindi il maresciallo si ritirò dietro il torrente Pau e dovette evacuare Orthez nel febbraio 1814. Nel marzo 1814 difese Tarbes e in aprile combatté con il suo esercito una dura battaglia difensiva a Tolosa, che si concluse il 10 aprile 1814, quando Napoleone aveva già abdicato da quattro giorni.
Dopo la prima abdicazione di Napoleone, il maresciallo Soult accettò subito di sottomettersi alla nuova autorità realista e durante la prima restaurazione venne nominato dal dicembre 1814 ministro della Guerra; in questo incarico adottò alcuni provvedimenti impopolari di riforma che contribuirono a rafforzare le correnti bonapartiste all'interno dell'esercito. Nonostante questa alta responsabilità politica, il maresciallo Soult riuscì abilmente a rientrare nei favori di Napoleone dopo il ritorno dell'imperatore dall'esilio all'isola d'Elba. Il 9 maggio 1815 Napoleone lo nominò capo di stato maggiore dell'Armata del Nord, le forze francesi appena organizzate per sferrare l'offensiva in Belgio sotto il comando diretto dell'imperatore.
In questo nuovo incarico il maresciallo Soult, poco esperto dei compiti subordinati amministrativi che in precedenza aveva sempre svolto il maresciallo Berthier e abituato invece al comando diretto sul campo di battaglia, non si mostrò molto efficiente. Il suo ruolo nella campagna che condusse alla disastrosa battaglia di Waterloo non fu positivo; egli fu responsabile della confusione nella trasmissione degli ordini, che vanificò i piani di Napoleone. Consapevole della tenacia delle truppe britanniche, il maresciallo Soult inoltre consigliò prudenza all'imperatore, favorendo forse il fatale ritardo dell'attacco a Waterloo. Dopo la disfatta il maresciallo organizzò la ritirata e il concentramento delle truppe superstiti a Laon, prima di abbandonare il comando e ritirarsi nella sua tenuta nel paese natale di Saint-Amans-Labastide.

### La carriera politica

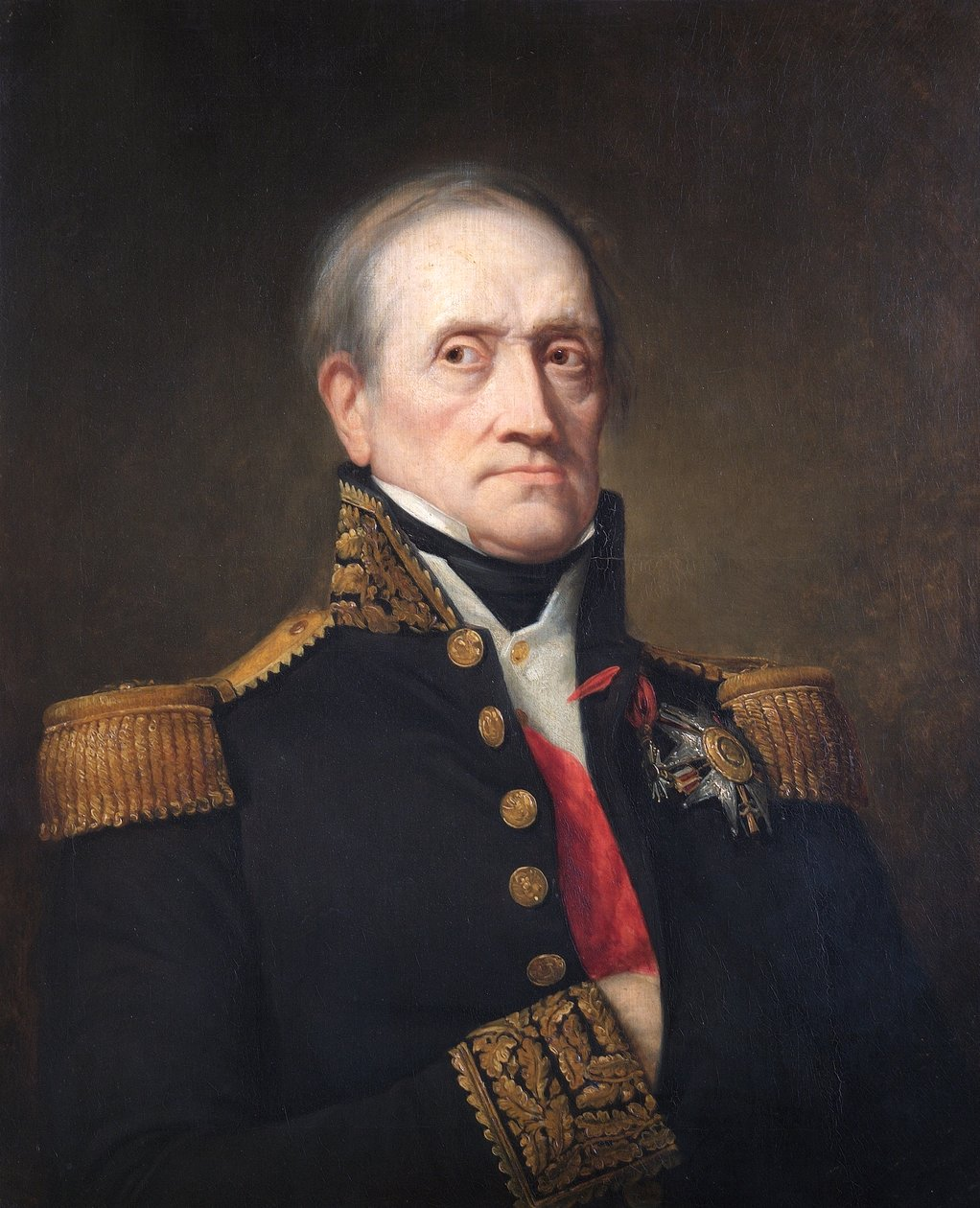
Nicolas Soult, primo ministro

La seconda restaurazione colpì duramente anche il maresciallo Soult, che fu proscritto e rischiò addirittura il linciaggio durante il terrore bianco; dopo essersi rifugiato in Germania nella casa dei suoceri, rientrò in Francia solo dopo aver ottenuto il condono nel maggio 1819. Negli anni 1820-1830 si riavvicinò progressivamente alla politica attiva, ma durante il regno dei Borbone non ebbe incarichi di rilievo, pur essendo stato reintegrato nella dignità di maresciallo di Francia.
Dopo la rivoluzione del luglio 1830 si allineò a Luigi Filippo, che lo nominò ministro della guerra, incarico che assunse anche nel 1840; fu anche varie volte ministro degli esteri e presidente del Consiglio dei ministri. Fu soprattutto nell'incarico di ministro della guerra che Soult poté nuovamente mostrare le sue capacità di lavoro e la sua energia; durante il suo periodo di amministrazione venne riorganizzata l'intera struttura militare e venne elevato lo spirito di corpo dell'esercito; furono riformate le promozioni, le paghe, il reclutamento, la giustizia militare, l'istruzione e i regolamenti d'addestramento.
La riforma più importante avrebbe dovuto essere quella del sistema di reclutamento dell'esercito, che avrebbe dovuto comprendere la costituzione di una riserva ben addestrata; Soult avrebbe voluto aumentare il numero delle reclute, riducendo il periodo della ferma; nel 1832 la legge sul reclutamento venne approvata, ma priva delle misure innovative previste dal ministro. Nonostante questi risultati incompleti, la sua attività al ministero della guerra fu tuttavia utile e proficua. Una grande innovazione fu inoltre la creazione della Legione straniera (legge del 9 marzo 1831), che non poteva essere utilizzata però sul territorio metropolitano.
Nel 1838 Soult rappresentò la Francia all'incoronazione della regina Vittoria del Regno Unito; alla cerimonia era presente anche il Duca di Wellington. Il 14 dicembre 1840 fu il maresciallo Soult, presidente del consiglio, ad accogliere la salma di Napoleone, riportata in Francia dall'isola di Sant'Elena; durante la cerimonia egli si commosse e pianse davanti al feretro dell'imperatore. Il 26 settembre 1847 Luigi Filippo gli assegnò l'antico titolo di Maresciallo generale di Francia.
La lunga e movimentata vita di Nicolas-Jean-de Dieu Soult terminò il 26 novembre 1851 nel suo paese natale di Saint-Amans-la-Bastide, che in suo onore divenne Saint-Amans-Soult.
Era stato tre volte capo del governo:
- dall'11 ottobre 1832 al 18 luglio 1834
- dal 12 maggio 1839 al 1º marzo 1840
- dal 29 ottobre 1840 al 19 settembre 1847

È stato uno dei 18 marescialli di Napoleone (su 26) membri della Massoneria.

## Araldica
|  |

|  |